# Allium barsczewskii
Allium barsczewskii — вид рослин з родини амарилісових (Amaryllidaceae); поширений у Західних Гімалаях, Західній і Середній Азії.

## Поширення
Поширений у Західних Гімалаях, Західній і Середній Азії — Джамму та Кашмір (Індія), пн.-сх. Іран, Афганістан, Пакистан, Казахстан, Киргизстан, Таджикистан, Узбекистан.